# KrAZ-7634
KrAZ H27.3EX albo KrAZ-7634HE – ukraiński ośmiokołowy wojskowy samochód ciężarowy o ładowności 27 ton, opracowany przez przedsiębiorstwo KrAZ w 2014 roku.
Pojazd przeznaczony jest do transportu ładunków i ludzi w każdym terenie.

## Dane techniczne

### Silnik
- V8 14,86 l (14860 cm³) JaMZ-7511.10
- Moc maksymalna: 400 KM przy 1900 obr./min
- Maksymalny moment obrotowy: 1715 Nm przy 1100–1300 obr./min

### Inne
- Przekładnia mechaniczna, 9-biegowa JaMZ-2391-53
- Promień skrętu: 14 m
- Koła: 445/65R22,5
- Ładowność: 27000 kg